# Ilha Bennett
A Ilha Bennett ou Ilha de Bennett (em russo:  Остров Бе́ннетта; transliterado: Ostrov Bennetta; em iacuta:  Беннетт арыыта) é uma pequena e desabitada ilha ártica, no mar Siberiano Oriental. É a maior ilha do grupo das ilhas De Long, na parte nordeste do arquipélago das ilhas da Nova Sibéria. A área da ilha é de 156,25 km², o ponto mais alto é a geleira De Long ocidental com 426 metros de altura.
Administrativamente a ilha Bennett, tal como o resto do arquipélago, pertence à Iacútia, Rússia. 
Foi descoberta pelo explorador norte-americano George Washington De Long em 1881 e o seu nome é uma homenagem a James Gordon Bennett Junior, que foi quem financiou a expedição.

## Características físicas e geográficas

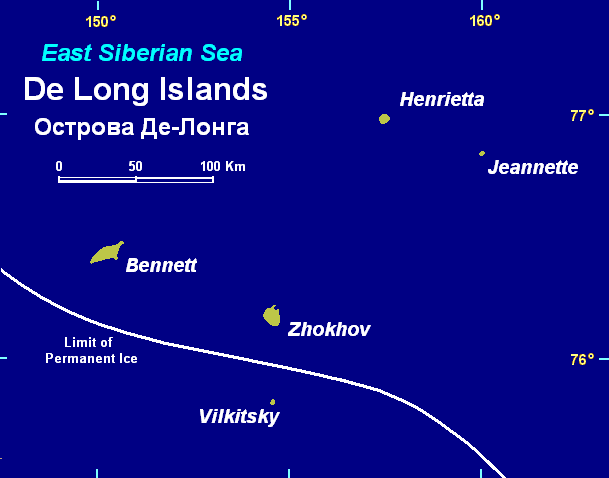
Mapa geográfico.

### Geografia
A Ilha Bennett faz parte do grupo das ilhas De Long, localizadas no extremo nordeste do arquipélago das ilhas da Nova Sibéria, no mar Siberiano Oriental, a 103 km a oeste da Ilha Jokhov, a 128 km a nordeste da ilha Anju e a 145 km, na mesma direção, da Ilha Faddeievski. A área da ilha é de 156,25 km², tornando-a a maior ilha do grupo. A ilha tem 30 km de comprimento e 10 km de largura. O cabo Emma está localizado no sudoeste da ilha, o cabo Sofia e a península Tchernichev estão localizados no sudeste, a baía Pavel-Köppen se estende do sudeste ao nordeste, o cabo e a península Emmelina estão localizados no nordeste, o cabo Nadejda está localizado em o norte.
Existem quatro geleiras na ilha com uma área total de 65,87 km², o que representa 42,2% da área da ilha. Eles estão localizados principalmente em altos planaltos de basalto delimitados por encostas íngremes semelhantes a saliências. A maior deles é a geleira Toll com uma área de 55,5 km². Está localizado na parte central da ilha, a altura máxima é de 384 metros acima do nível do mar, a espessura é de 160-170 metros. A geleira Mali cobre uma área de 4,04 km² em um planalto de basalto de 140 a 160 metros de altura. A altura da geleira chega a 200-210 metros, a espessura é de 40-50 metros. Na parte ocidental da ilha existem duas geleiras: De Long ocidental e De Long oriental. A área do primeiro é de 1,17 km², ocupa um planalto com 360-380 metros de altura, é um cone quase regular. É o ponto mais alto da ilha, sua altura é de 426 metros. A área da segunda geleira é de 5,16 km², encontra-se em uma superfície planáltica de 240-300 metros de altura, tem uma forma complexa devido ao relevo da superfície rochosa. Sua plataforma de cume atinge 330-340 metros, onde a geleira tem uma espessura máxima de cerca de 40 metros.

### Estrutura geológica
Na seção geológica da Ilha Bennett, a parte cambriana-ordoviciana possui uma estrutura flysch sem misturas óbvias de material vulcânico.

### Clima
No verão, a temperatura média mensal é positiva. O mês mais quente é junho, com temperatura média mensal de 1,2 °C.

### Flora e fauna
A ilha é habitada pelo êider-pequeno, pilrito-escuro, gaivota-hiperbórea, airo-de-Brünnich, fulmar-glacial, raposa-do-ártico, urso-polar e subespécie de morsa Odobenus rosmarus laptevi. Destes, o êider-pequeno e o urso-polar estão listados no Livro Vermelho Internacional e Odobenus rosmarus laptevi no Livro Vermelho da Rússia.

## História

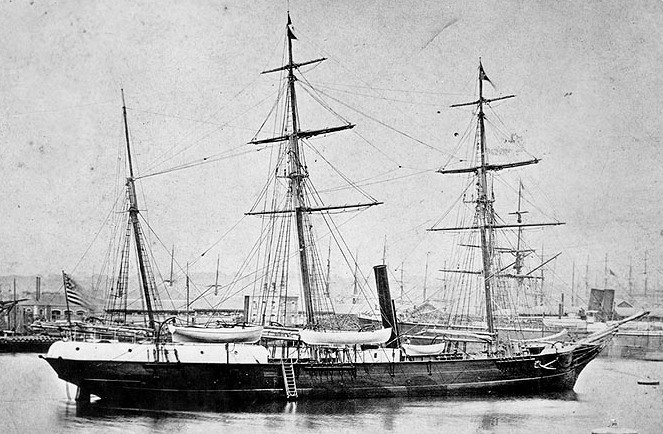
Jeannette no porto de Le Havre, França, 1878

Em julho de 1879, o explorador norte-americano George Washington De Long partiu no navio Jeannette com uma tripulação de 32 pessoas em direção a Tchukotka a fim de encontrar a expedição polar sueca de Adolf Erik Nordenskiöld, que foi considerada desaparecida no navio Vega. Aqui ele soube que a expedição de Nordenskiöld continuou suas pesquisas após o inverno e decidiu navegar para o Pólo Norte. Alguns dias depois, em 5 de setembro de 1879, não muito longe da Ilha Herald, no Oceano Ártico, Jeannette congela no gelo e logo vaza. À deriva em um navio congelado, De Long descobriu no mar Siberiano Oriental em 1881 as ilhas, que levam seu nome (as ilhas De Long). A ilha de Bennett foi nomeada por De Long em homenagem a um dos principais patrocinadores de sua expedição, James Gordon Bennett, Jr. O promontório noroeste da ilha foi nomeado cabo Emma por De Long em homenagem a sua esposa. Três meses depois, De Long, tentando sair das ilhas para o continente, morreu na área do rio Lena.
Após a descoberta, a Ilha Bennett foi identificada por muitos cientistas da época como a hipotética Terra de Sannikov.
O próximo explorador, que se interessou pelas ilhas da Nova Sibéria e pela ilha de Bennett em particular, foi barão Eduard von Toll, um geólogo russo e explorador do Ártico. Em 1899, ele começou a organizar uma expedição cujo objetivo era estudar as correntes marítimas nos mares de Kara e Siberiano Oriental do Oceano Ártico, explorar as já conhecidas e procurar novas ilhas nesta parte do Ártico, incluindo o “grande continente” (Arctida, Terra de Sannikov), em cuja existência Toll acreditava. Em 21 de junho de 1900, a escuna Zaria, que Fridtjof Nansen havia recomendado a Toll como uma embarcação semelhante ao famoso Fram, levantou âncora em São Petersburgo com 20 tripulantes a bordo. A expedição trouxe resultados significativos, as áreas da Península de Taimir e as ilhas da Sibéria foram exploradas. Em maio de 1902, começaram os preparativos para uma passagem de trenó para a Ilha Bennett, a fim de estudar a estrutura geológica da ilha. Finalmente, em 5 de julho de 1902, Toll deixou Zaria, acompanhado pelo astrônomo Friedrich Seeberg e pelos comerciantes de peles nativos Vasili Gorokhov  (em iacuta:  Омук / Omuk) e Nikolai Diakonov (segundo outras fontes, Protodiakonov, em evenki:  Багылай Чичах / Baguilai Tchitchakh). Foi planejado que Zaria se aproximaria da Ilha Bennett dois meses depois. Em 13 de julho, o grupo de Toll em trenós puxados por cães chegou ao cabo Visokogo, na ilha da Nova Sibéria. Em 3 de agosto, eles chegaram à Ilha Bennett em canoas. Devido às difíceis condições do gelo, o Zaria não conseguiu se aproximar da Ilha Bennett na hora marcada e sofreu sérios danos, que impossibilitaram a continuação da navegação. Em setembro de 1902, o capitão da escuna, tenente Mathiesen, foi forçado a levar o navio para a baía Tiksi e encalhá-lo. Acredita-se que Toll decidiu se mudar de forma independente para o continente, porém, nenhum outro vestígio do grupo foi encontrado.
Em janeiro de 1903, a Academia de Ciências da Rússia organizou uma expedição, cujo objetivo era procurar o grupo de Toll. A expedição ocorreu de 5 de maio a 7 de dezembro de 1903. Inicialmente, eles pensaram em enviar o quebra-gelo Iermak para fazer buscas, mas no final 17 pessoas foram enviadas em 12 trenós puxados por 160 cães. O tenente Aleksandr Koltchak foi nomeado chefe da expedição de busca. A viagem para a Ilha Bennett durou três meses e foi extremamente difícil. Em 4 de agosto de 1903, ao chegar à Ilha Bennett, a expedição descobriu vestígios da presença de Toll e seus companheiros: foram encontrados documentos da expedição, coleções, instrumentos geodésicos e um diário. Descobriu-se que Toll chegou à ilha no verão de 1902 e rumou para o sul com apenas 2 a 3 semanas de provisões. Ficou claro que a expedição de Toll havia perecido. A viagem de volta durou cerca de quatro meses, em 7 de dezembro de 1903, a expedição de Koltchak chegou ao continente. Com base nos materiais das expedições, Koltchak em 1909 publicou a monografia “Os gelos dos mares de Kara e da Sibéria” (em russo:  «Льды Карского и Сибирского морей»)..
Em 1914-1915, Boris Vilkitski, um hidrógrafo russo, geodesista, explorador do Ártico, fez a primeira viagem até a Ilha Bennett ao longo da Rota marítima ártica de Vladivostoque a Arcangel.
O zoólogo soviético Savva Uspenski descobriu vestígios de povos primitivos na Ilha Bennett.
Em 1956, o Instituto ártico russo realizou uma expedição física e geográfica na ilha, que comprovou, em particular, a ausência de redução na cúpula da geleira De Long.
Em junho de 1971, o quebra-gelo nuclear Lenin e o quebra-gelo a diesel Vladivostok passaram pela Ilha Bennett, cruzando o Oceano Ártico de oeste a leste pela primeira vez.
Em 1987, uma expedição do IPAA liderada por Serguei Verkulitch trabalhou na ilha por seis meses. A expedição estabeleceu a presença de quatro geleiras na ilha, realizou estudos paleogeográficos e glaciológicos, descobriu a natureza da pluma vulcânica e, pela primeira vez na URSS, ergueu uma cruz memorial para A. V. Koltchak na costa sul da ilha, na região da geleira de saída.
Em agosto de 2003, na Ilha Bennett, sob a liderança de A. A. Perchin, como parte da expedição histórica e memorial polar russa “Bennett-2003”, um monumento na forma de uma cruz de 5 metros e uma placa memorial foram erguidos em homenagem ao centenário da expedição de resgate de Koltchak.
Em setembro de 2015, um grupo geográfico desembarcou na Ilha Bennett para realizar trabalhos hidrográficos. A defesa da parte geográfica foi realizada pelo grupo antiterrorista dos duzileiros navais da Frota Russa do Norte do assentamento da vila de Sputnique.